# Fuenlabrada de los Montes
Fuenlabrada de los Montes je španělské město situované v provincii Badajoz (autonomní společenství Extremadura). Žije zde přibližně 1 700 obyvatel.

## Poloha
Obec je vzdálena 216 km od města Badajoz. Patří do okresu La Siberia a soudního okresu Herrera del Duque.

## Historie
V roce 1834 se obec stává součástí soudního okresu Herrera del Duque. V roce 1842 čítala obec 270 usedlostí a 1 029 obyvatel.

## Odkazy

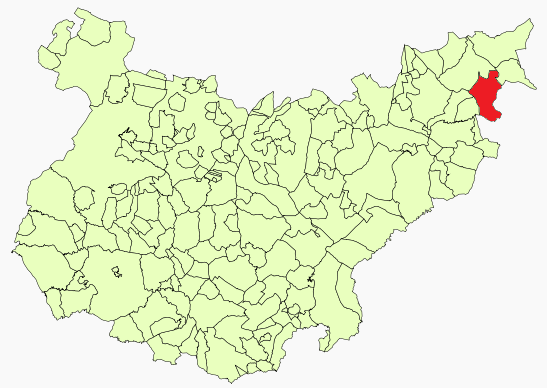
Poloha obce v provincii Badajoz

## Demografie
| Populace obce Fuenlabrada de los Montes z let (1842–2010) | Populace obce Fuenlabrada de los Montes z let (1842–2010) | Populace obce Fuenlabrada de los Montes z let (1842–2010) | Populace obce Fuenlabrada de los Montes z let (1842–2010) | Populace obce Fuenlabrada de los Montes z let (1842–2010) | Populace obce Fuenlabrada de los Montes z let (1842–2010) | Populace obce Fuenlabrada de los Montes z let (1842–2010) | Populace obce Fuenlabrada de los Montes z let (1842–2010) | Populace obce Fuenlabrada de los Montes z let (1842–2010) | Populace obce Fuenlabrada de los Montes z let (1842–2010) | Populace obce Fuenlabrada de los Montes z let (1842–2010) | Populace obce Fuenlabrada de los Montes z let (1842–2010) | Populace obce Fuenlabrada de los Montes z let (1842–2010) | Populace obce Fuenlabrada de los Montes z let (1842–2010) | Populace obce Fuenlabrada de los Montes z let (1842–2010) | Populace obce Fuenlabrada de los Montes z let (1842–2010) | Populace obce Fuenlabrada de los Montes z let (1842–2010) | Populace obce Fuenlabrada de los Montes z let (1842–2010) |
| --------------------------------------------------------- | --------------------------------------------------------- | --------------------------------------------------------- | --------------------------------------------------------- | --------------------------------------------------------- | --------------------------------------------------------- | --------------------------------------------------------- | --------------------------------------------------------- | --------------------------------------------------------- | --------------------------------------------------------- | --------------------------------------------------------- | --------------------------------------------------------- | --------------------------------------------------------- | --------------------------------------------------------- | --------------------------------------------------------- | --------------------------------------------------------- | --------------------------------------------------------- | --------------------------------------------------------- |
| 1842                                                      | 1857                                                      | 1860                                                      | 1877                                                      | 1887                                                      | 1897                                                      | 1900                                                      | 1910                                                      | 1920                                                      | 1930                                                      | 1940                                                      | 1950                                                      | 1960                                                      | 1970                                                      | 1981                                                      | 1991                                                      | 2001                                                      | 2010                                                      |
| 1 029                                                     | 1 443                                                     | 1 465                                                     | 1 616                                                     | 1 723                                                     | 1 824                                                     | 1 840                                                     | 2 127                                                     | 2 342                                                     | 2 663                                                     | 2 896                                                     | 3 176                                                     | 3 660                                                     | 2 526                                                     | 2 273                                                     | 2 043                                                     | 1 991                                                     | 1 947                                                     |